# لوسیا فرچایلد فولر
لوسیا فیرچایلد فولر (زاده ۶ دسامبر ۱۸۷۰ – درگذشته ۲۱ مه ۱۹۲۴) نقاش آمریکایی و عضو مستعمره هنری کورنیش نیوهمپشایر بود. او برای دنبال کردن هنر توسط جان سینگر سارجنت الهام گرفت. فولر در سال ۱۸۹۳ در نمایشگاه جهانی کلمبیا در شیکاگو یک نقاشی دیواری با عنوان زنان پلیموث برای ساختمان زن ایجاد کرد. او که بیشتر به خاطر مینیاتورهای پرتره‌اش شناخته می‌شود، یکی از اعضای مؤسس و خزانه‌دار انجمن نقاشان مینیاتور آمریکا بود.
او مدال برنز در نمایشگاه پاریس ۱۹۰۰، مدال نقره در بوفالو در سال ۱۹۰۱ و مدال طلا در نمایشگاه سنت لوئیس ۱۹۰۴ دریافت کرد.

## سنین جوانی و تحصیل
لوسیا فیرچایلد در بوستون، ماساچوست، دختر الیزابت A. (نام خانوادگی نلسون) و چارلز فیرچایلد، به دنیا آمد که در دوران ریاست گروور کلیولند به عنوان وزیر خزانه داری خدمت کرد. پدربزرگ پدری او جریوس سی. فریچایلد، اولین شهردار مدیسون، ویسکانسین، و عموی او لوسیوس فیرچایلد، فرماندار ویسکانسین بود.
جان سینگر سارجنت، یک دوست خانوادگی، از فرچایلد الهام گرفت تا هنرمند شود. او از خاطراتش از دیدار با سارجنت از موزه لوور نوشت. 

## حرفه

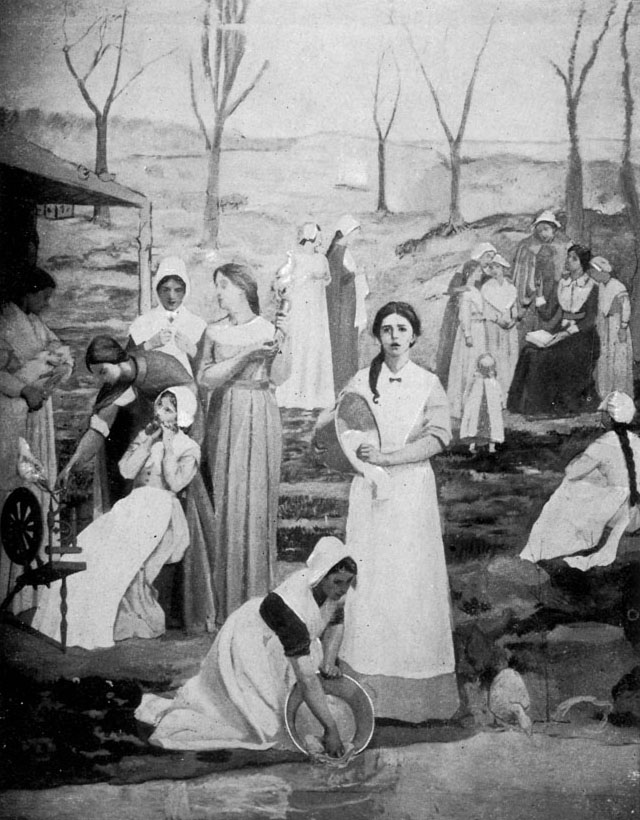
زنان پلیموث حدود ۱۸۹۳. رنگ روغن روی بوم، ۱۳۲×۱۴۴ اینچ. به نمایش گذاشته شده در نمایشگاه کلمبیای جهان، شیکاگو، IL، ۱۸۹۳، ساختمان زن. Blow-Me-Down Grange, Plainfield, NH.

یک عکس سلفی در سال ۱۸۹۰ توانایی‌های هنری فیرچایلد را در سن ۱۸ سالگی نشان می. او همچنین در سال ۱۸۹۱ یک پرتره از برادرش بلر فیرچایلد را با پیانو انجام داد فیرچایلد در ابتدا قصد داشت نقاشی‌های دیواری بکشد و در سال ۱۸۹۳ به همراه لیدیا امت، مری کاسات و مری فرچایلد مک مونیز مأموریت یافت تا یکی از شش نقاشی دیواری را برای ساختمان زن در نمایشگاه جهانی کلمبیا در شیکاگو انجام دهد. موضوع منتخب او مهاجران زن نیوانگلند بود و عنوان آن زنان پلیموت بود. کمیسیون قابل توجهی در نظر گرفته شد.
پس از یک رابطه عاشقانه چند ساله، فیرچایلد در سال ۱۸۹۳ با همکلاسی خود، نقاش آمریکایی هنری براون فولر ازدواج کرد. پس از باردار شدن او، نیاز فوری به حمایت مالی برای خانواده اش ضروری بود. پدرش اخیراً ثروت خود را در بوستون از دست داده بود و او برخلاف میل او ازدواج کرده بود. او که اولین فرزندش را باردار بود، به پرتره روی آورد و عمدتاً مینیاتور تولید کرد. شوهرش به وضوح گفت که او از دنبال پول برای هنرش بالاتر است. فیرچایلد فولر به زندگی در اتاقی تاریک و کوچک در شهر نیویورک متوسل شد و از ارتباطات اجتماعی مهم خود برای قراردادهای کمیسیون استفاده کرد و تا سال ۱۹۰۳ نزدیک به دویست محصول تولید کرد.
او یک مدال برنز در نمایشگاه پاریس در سال ۱۹۰۰، یک مدال نقره در بوفالو در سال ۱۹۰۱، و یک مدال طلا در نمایشگاه سنت لوئیس ۱۹۰۴ دریافت کرد. پنج اثر در نمایشگاه بین‌المللی پاناما-اقیانوس آرام در سانفرانسیسکو در سال ۱۹۱۵ به نمایش گذاشته شد. فیرچایلد فولر همچنین آثار خود را در نیوهمپشایر در کالج دارتموث در سال ۱۹۱۶ به نمایش گذاشت.
در سال ۱۸۹۹ او یکی از بنیانگذاران و خزانه دار انجمن آمریکایی نقاشان مینیاتور بود. او همچنین در سال ۱۹۱۳ به عنوان رئیس‌جمهور خدمت کرد. او یکی از اعضای منتخب آکادمی ملی طراحی و انجمن هنرمندان آمریکایی بود. او عضویت خود را با انجمن ملی هنرمندان زن و باشگاه آبرنگ نیویورک حفظ کرد.

## زندگی شخصی و زندگی بعدی

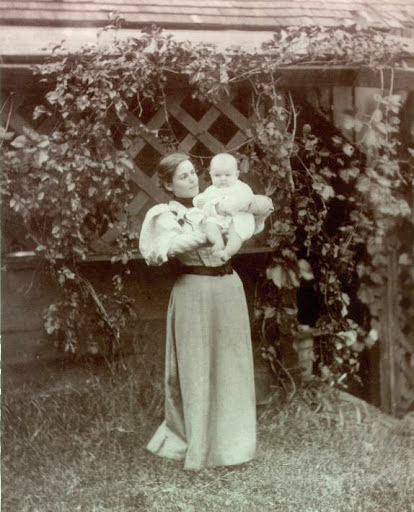
فیرچایلد فولر با دخترش، کلارا برترام، در سال ۱۸۹۵

فولرها دو فرزند داشتند، کلارا برترام، متولد ۱۸۹۵، و چارلز، متولد ۱۸۹۷. در سا۱۸۹۷۹۷، آنها خانه ای در پلینفیلد، نیوهمپشایر خریداری کردند و اعضای فعال کلونی هنری کورنیش بودند. برادر فرچایلد فولر، «جک» جان کامینگز فیرچایلد، در سال ۱۸۹۸ با دختر نقاش فرانسیس سی. لیونز هیوستون، شارلوت فرچایلد، ازدواج کرد.
این زوج در سال ۱۹۰۱ از هم جدا شدند. فیرچایلد فولر در یک نقاشی در سال ۱۹۰۲ با عنوان‌ها مختلف مانند پرتره لوسی، توسط بنیانگذار و نقاش کلنی کورنیش، توماس ویلمر دیوینگ، به تصویر کشیده شد. دیوینگ در آن تابستان یک نقاشی تقریباً یکسان از او را «شریک» اجرا کرد. در سال ۱۹۰۵، فیرچایلد فولر از شوهرش جدا شد، او به خانه خانوادگی خود در دیرفیلد، ماساچوست بازگشت تا با مادرش اگنس هیگینسون فولر زندگی کند. آنها صاحب خانه خود در پلینفیلد باقی ماندند و به گذراندن وقت خود در این منطقه ادامه دادند و اغلب خانه را به هنرمندان دیگری از جمله اتل بریمور و زوراخ‌ها اجاره می‌دادند.
در سال ۱۹۰۵، فیرچایلد فولر دومین سلف پرتره به نام در جست و جوی آینه، یک آبرنگ ۶×۴ اینچی بر روی عاج کشید، که در آن خود را به عنوان یک زن بالغ با عینک به تصویر کشید که مستقیماً به بیننده نگاه می‌کند. این اثر، متعلق به خانواده فیرچایلد فولر، در سال ۱۹۸۷ در نشریه هنرمندان زن آمریکایی، ۱۸۳۰–۱۹۳۰، توسط النور تافتز، یکی از اولین انتشارات موزه ملی زنان در هنر که به تازگی افتتاح شده، گنجانده شد. فیرچایلد فولر به شهر نیویورک نقل مکان کرد، جایی که در سال‌های ۱۱–۱۹۱۰ و ۱۵–۱۹۱۴ در لیگ دانشجویان هنر تدریس کرد. تنها مدرسه متخصص در نقاشی مینیاتور در شهر نیویورک، مدرسه آمریکایی نقاشی مینیاتور، از ۱۹۱۴–۱۹۱۴ فعالیت کرد. فیرچایلد فولر در کنار هنرمند الیزه دی پتی تدریس کرد و هنرمند تگزاسی الیزه موتر لوندون را آموزش داد.
در سال ۱۹۲۰، فیرچایلد فولر مقاله ای دربارهٔ دوستش از کلونی هنری کورنیش، مجسمه‌ساز، فرانسیس گرایمز منتشر کرد. آنها هم سن و سال بودند، تقریباً در همان زمان به کورنیش آمده بودند و یک دهه تجربه در مستعمره کورنیش را به اشتراک گذاشته بودند.
بیماری مکرر فیرچایلد فولر او را مجبور کرد در سال ۱۹۱۸ به زادگاه خانواده پدرش، مدیسون، ویسکانسین بازگردد. او در ۲۱ مه ۱۹۲۴ در سن ۵۱ سالگی بر اثر مولتیپل اسکلروزیس در آنجا درگذشت.

## نگارخانه

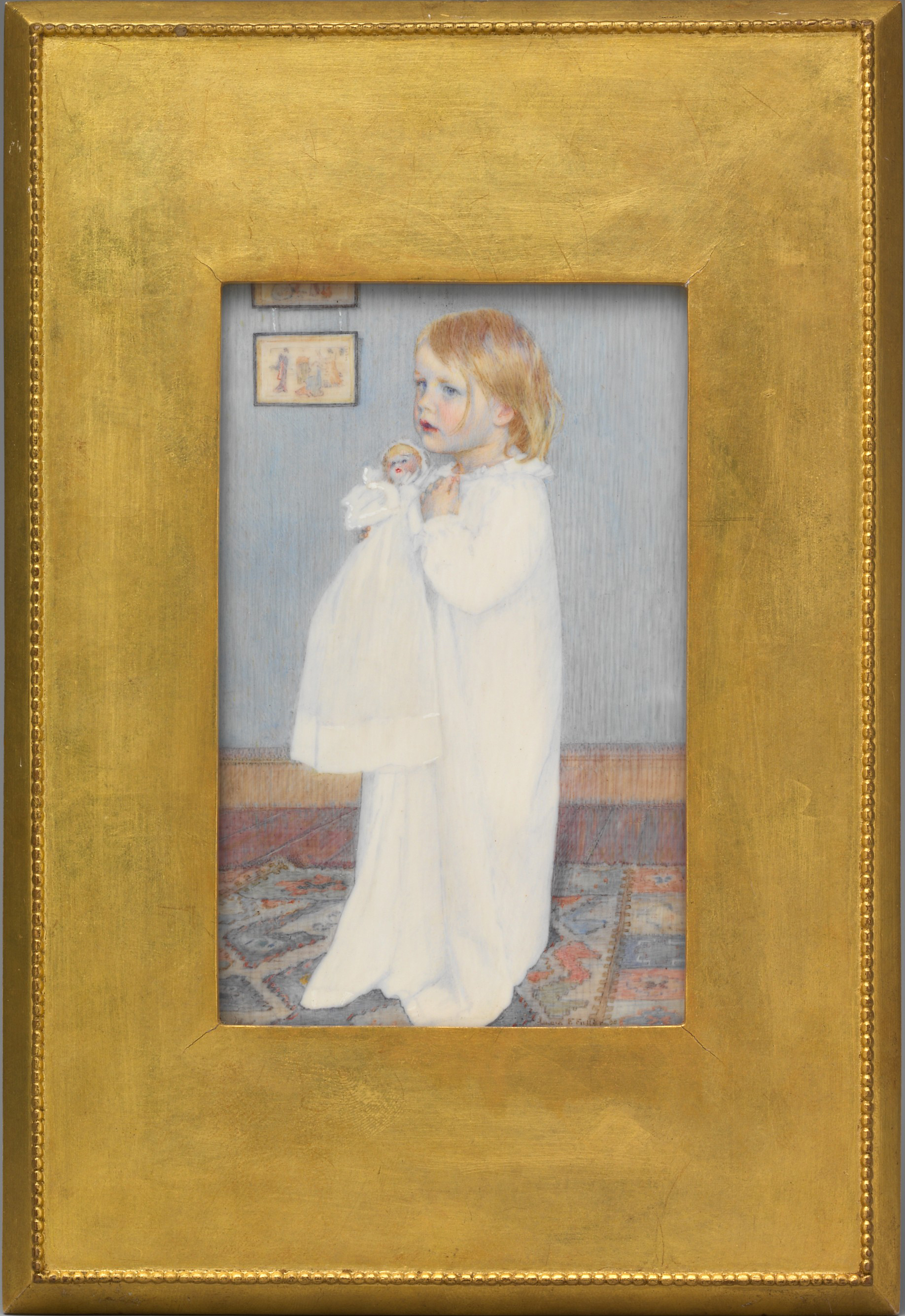
کلارا بی فولر . ۱۸۹۸. آبرنگ روی عاج. 4 1/2 x 2 13/16 in. موزه متروپولیتن هنر
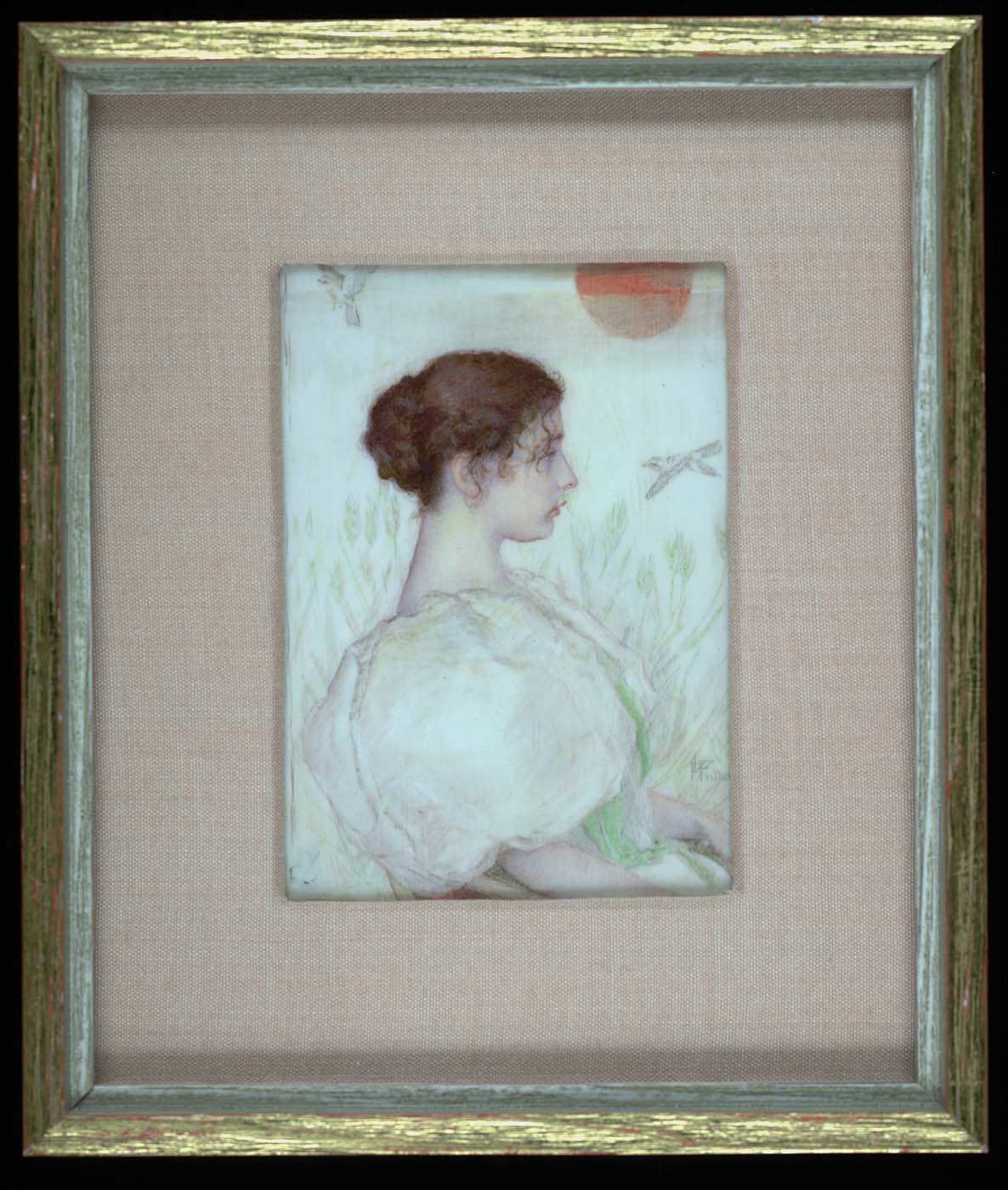
سر یک دختر جوان . حدود ۱۹۰۰. آبرنگ روی عاج. 3 1/4 x 2 3/8 in. موزه هنر آمریکایی اسمیتسونیان
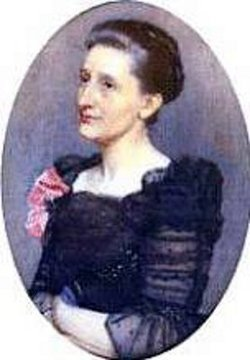
Hettie Sherman Evarts Beaman . حدود ۱۹۰۱. مینیاتور روی عاج
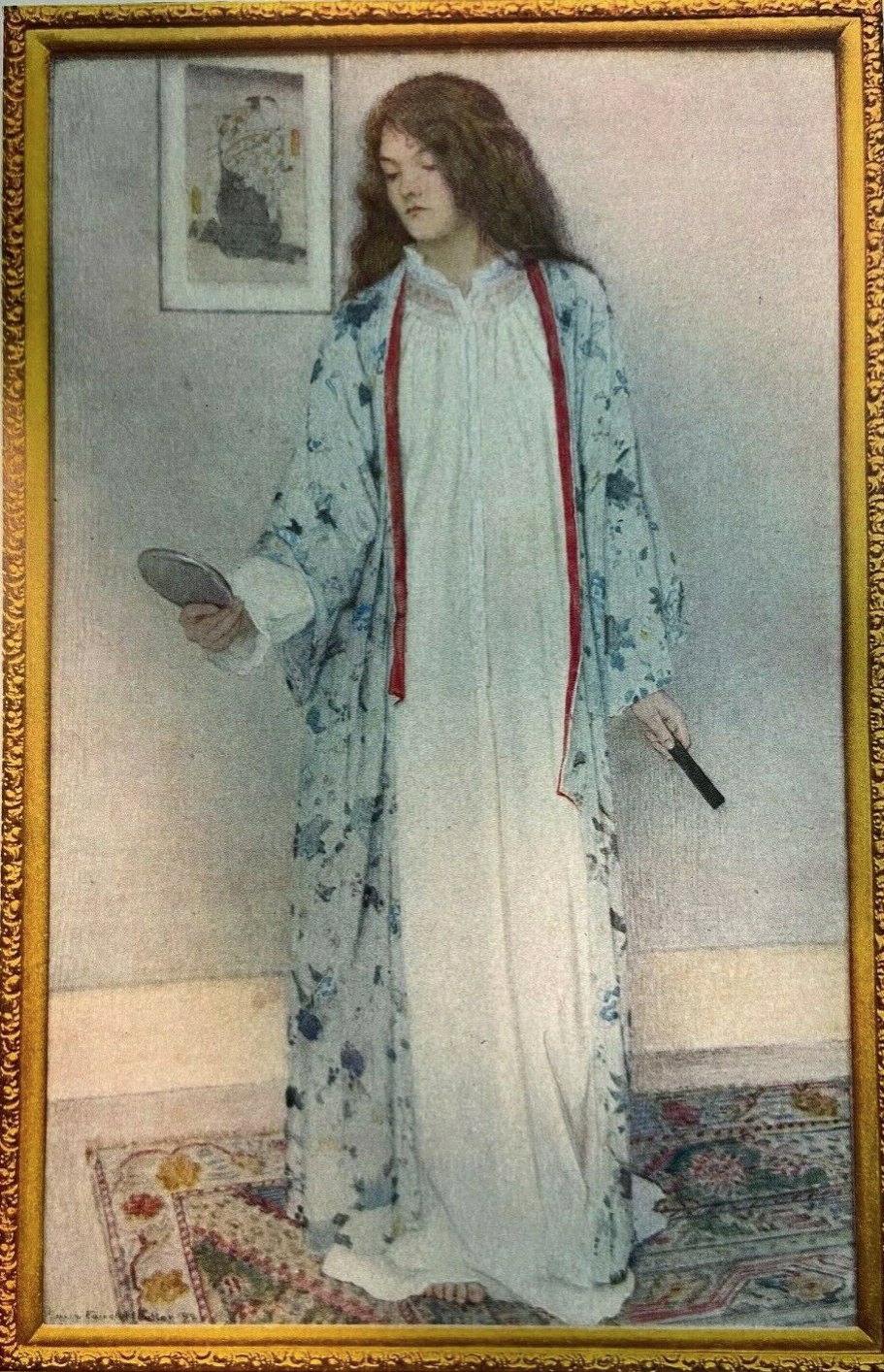
دختر با شیشه دستی حدودا. ۱۹۰۳. تکثیر همانطور که در ۱۹۱۲ منتشر شده‌است.
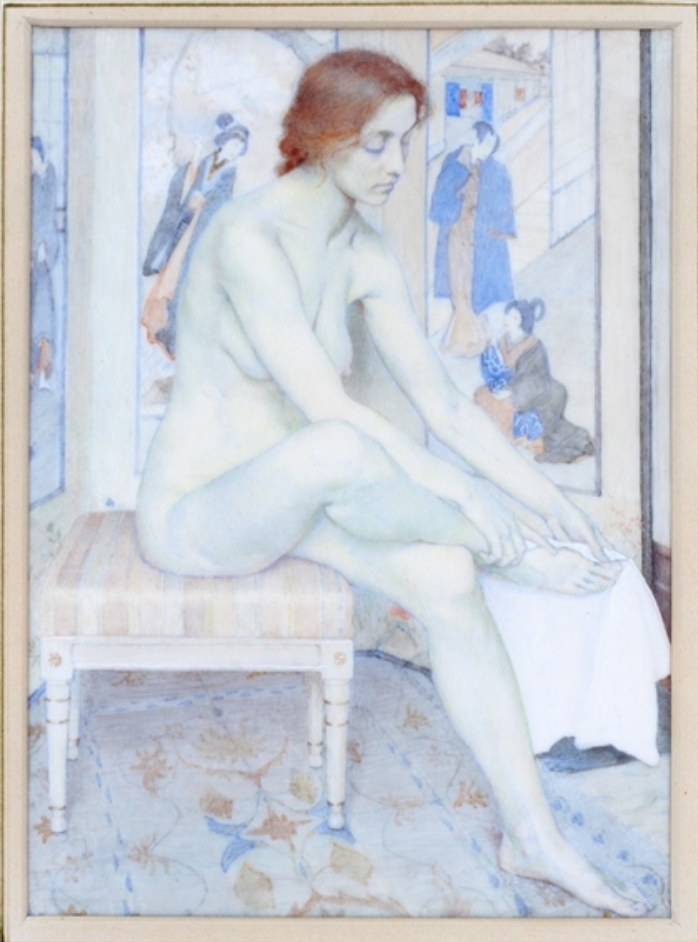
[en→fa]Girl drying her feet ca. 1903 Watercolor on paper. 5 3/4 x 4 1/4 in.
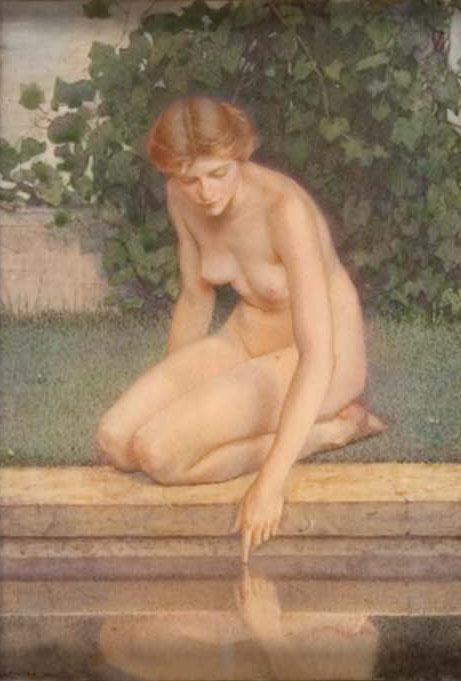
[en→fa]By a Clear Fountain 1907. Watercolor on ivory. 6 1/4 x 4 3/8 in. Smithsonian American Art Museum

## یادداشت
1. ↑  Fairchild Fuller's recollections are available in manuscript at کالج دارتموث Special Collections.

## بیشتر خواندن
- لوسی، دونا. (۲۰۱۷) زنان سارجنت. نیویورک: WW Norton & Co. "The Sorcerer's Apprentice."